# Ablancourt
Ablancourt là một xã trong tỉnh Marne, thuộc vùng Grand Est của nước Pháp, có dân số là 172 người (thời điểm 1999).
| 1962 | 1968 | 1975 | 1982 | 1990 | 1999 |
| ---- | ---- | ---- | ---- | ---- | ---- |
| 100  | 109  | 131  | 139  | 165  | 172  |